# 南宫体

南宫体（汉仪）

南宮體是一種漢字楷書字體，由中國晚清時期書法家張裕釗所創，因其所著並書《南宮縣學記》（全稱《張廉卿寸楷南宮縣學記》）中運用該字體而得名。康體的創造者康有為曾評價南宮體：
|  | 廉卿書事古渾穆，點畫轉折，皆絕痕跡……審其落墨運筆，中鋒必折，處墨必連，轉必提頓，以方為圓，落必含蓄，以圓為方。 |

1998年，經書法家張書範書寫的南宮體計算機字模，經漢儀公司開發成為計算機字庫。